# Добриндт, Александр
Александр Добриндт (нем. Alexander Dobrindt; род. 7 июня 1970, Пайсенберг) — немецкий предприниматель и политик, генеральный секретарь ХСС (2009—2013), федеральный министр транспорта и цифровой инфраструктуры (2013—2017), министр внутренних дел Германии (с 2025 года).

## Биография
С 1986 года состоял в Молодёжном союзе Германии. В 1989 году окончил гимназию в городе Вайльхайм-ин-Обербайерн, в 1995 году — Мюнхенский университет, где изучал социологию. В 1990 году вступил в ХСС и с 1990 по 1997 год возглавлял местные отделения Молодёжного союза. В 1996—2001 годах являлся коммерческим директором, в 2001—2005 годах — управляющий директор и совладелец приборостроительной компании Holzner Druckbehälter GmbH в Пайсенберге. С 1996 по 2011 — член Торгового совета Пайсенберга, с 1999 по 2011 год возглавлял отделение ХСС в Пайсенберге. С 1996 года являлся депутатом районного совета Вайльхайм-Шонгау, с 2009 года возглавлял районное отделение ХСС. В 2002 году избран в Бундестаг от 226-го одномандатного избирательного округа (районы Гармиш-Партенкирхен, Ландсберг-ам-Лех и Вайльхайм-Шонгау).
С 9 февраля 2009 по 15 декабря 2013 года — генеральный секретарь ХСС.
17 декабря 2013 года получил портфель министра транспорта и цифровой инфраструктуры в третьем правительстве Меркель.
После парламентских выборов в сентябре 2017 года положение блока ХДС/ХСС несколько осложнилось, и 24 октября 2017 года Добриндт ушёл из правительства, заняв должность первого заместителя лидера фракции в Бундестаге.
6 мая 2025 года получил портфель министра внутренних дел при формировании правительства Фридриха Мерца.

## Личная жизнь
Верующий католик, женат. Неоднократный обладатель титула «король стрелков».